# IJver en Broedermin
IJver en Broedermin (1822-1880) was een culturele vereniging, in de eerste plaats een toneelvereniging, in Brugge.

## Geschiedenis
De Vlaamse toneelvereniging IJver en Broedermin ontstond als een verlengstuk van de Rederijkerskamer van het Heilig Kruis, die stilaan aan het uitdoven was. De vereniging was, behalve in naam, een echte rederijkerskamer.
IJver en Broedermin (1822-1880) speelde jarenlang een belangrijke rol in het Brugse culturele leven. In tegenstelling tot de meer elitaire en orangistische Maatschappy van Vaderlandsche Taal en Letterkunde, die trouwens in 1830 verdween, richtte de vereniging zich tot burgers uit de middenstand en de lagere ambtenarij. Het reglement voorzag in een maximum van honderd leden. Vanaf de stichting werd de vereniging voorgezeten door de initiatiefnemer, goudsmid en rederijker Karel Benninck († 1847).
De leden vergaderden elke week en hielden voordrachtoefeningen, in voorbereiding tot het jaarfeest.
Weldra spitste men zich toe op het instuderen van toneelstukken. Die werden in Brugge en omgeving opgevoerd en soms, in concurrentie met andere verenigingen, volgens de rederijkerstraditie, aan een wedstrijdjury onderworpen.
Ook de typische literaire rederijkersactiviteiten werden in ere gehouden: het op rijm beantwoorden van prijsvragen en het zelf uitschrijven van dergelijke prijsvragen.
In 1835 schreef IJver en Broedermin een wedstrijd uit voor  Vlaamse toneelschrijvers enerzijds, voor dichters anderzijds, dit laatste op het thema De Belgen, beminnaers van kunsten en wetenschappen. 
Rond dezelfde tijd lieten ze ook briefwisselende leden toe, waaronder Karel Lodewijk Ledeganck en Prudens Van Duyse. 
In 1840 ontstond ruzie onder de leden en dit leidde in 1841 tot de afscheuring van een groep onder de leiding van Pieter Deny, die een nieuwe vereniging oprichtte onder de naam Kunstliefde.
In 1844 bouwde IJver en Broedermin een nieuwe toneelzaal in de 'Parijsche Halle' (Kleine Sint-Amandsstraat). Het ledenaantal steeg en bereikte weldra het duizendtal.  
In 1846 schreef de vereniging een Vlaamse wedstrijd uit voor een cantate ter ere van Simon Stevin naar aanleiding van de inhuldiging van zijn standbeeld. Echter, het stadsbestuur schreef zelf een Franse wedstrijd uit en liet de prijswinnaar ervan, de Brugse dichter Amand Inghels, zijn cantate, getoonzet door Jules Busschop, dirigeren bij de inhuldiging. Als troost bekwam IJver en Broedermin dat de prijzen van zijn Vlaamse wedstrijd aan de voet van het standbeeld werden uitgereikt. 
In 1850 schreef de vereniging opnieuw een muziekwedstrijd uit, naar aanleiding van een provinciale landbouwtentoonstelling. Voor een gedicht met 'landbouw' als thema, waren er 47 inzendingen. Voor een prozastuk over de staat van kunsten en wetenschappen onder Filips de Goede waren er 51 inzendingen.
Het Vlaamse toneel was in die periode bloeiend. Er werden vertalingen van Franse en Duitse stukken gespeeld (met August von Kotzebue als lievelingsauteur), maar ook eigen werk, onder meer van Jan Van den Broucke, van zijn zoon Karel Van den Broucke en van Jan Goddefroy. Het toneel werd vaak verlevendigd met muziek, uitgevoerd door de koorafdeling. 
Later werden ook volledige zangspelen opgevoerd, gelijkend aan opera's. Frans Carrein, overgewaaid van de concurrent Kunstliefde, oogstte succes met Elisa de kantwerkster. In 1860 schreef hij het libretto voor een opera in drie bedrijven, met Edward Mechelaere als componist onder de titel Andreas de beeldhouwer of De oorsprong der schouw van het Vrije van Brugge, die op 13 januari 1861 in première werd opgevoerd door IJver en Broedermin.
Het amateurtoneel kreeg het stilaan moeilijk toen beroepstoneel in het Nederlands zich begon te doen gelden. Daarbij kwam ook nog dat ideologisch geïnspireerde toneelverenigingen tot stand kwamen, die een zware concurrentie betekenden.
IJver en Broedermin hield op te bestaan rond 1880.

## Publicaties
- Verzameling van zoodanige tooneel-, letter-, dicht-, zede- of redekundige voortbrengselen als welke voor de gewoone oefeningen der Maatschappij van Uitgalming onder de kenspreuk IJver en Broegermin te Brugge best geschikt en doelmatigst geoordeeld zijn geworden (...), Brugge, De Moor, 1828.
- Prijskamp gegeven in 1835 door de Maatschappij van tooneel en letterkunde, voor kenspreuk hebbende 'IJver en Broedermin' te Brugge, Brugge, Weduwe E. J. Terlinck en Zoon, 1835.
- Verzameling der bekroonde en der voornaemste dicht- en prozastukken welke ter mededinging zijn ingezonden geweest in den letterkundigen prijskamp uitgeschreven door de Maatschappij IJver en Broedermin op 29 september 1850, Brugge, C. De Moor, 1853.
- Verzameling der bekroonde werken en der voornaamste dicht- en prozastukken, welke ter mededinging zijn ingezonden geweest in den letterkundigen prijskamp uitgeschreven door de Maatschappij 'IJver en Broedermin' te Brugge op 29 september 1860, Brugge, C. De Moor, 1860. (Deze publicatie wordt vermeld in de Bibliografie van de geschiedenis van Brugge door André Van Houtryve (1972) maar gelijkt toch verdacht op de publicatie van 1853: een verwarring?)